# Desmechinus anomalus
Desmechinus anomalus is een zee-egel uit de familie Trigonocidaridae.
De wetenschappelijke naam van de soort werd in 1923 gepubliceerd door Hubert Lyman Clark.